# Радишево
Радишево (болг. Радишево) — село в Болгарии. Находится в Плевенской области, входит в общину Плевен. Население составляет 495 человек.

## Политическая ситуация
В местном кметстве Радишево, в состав которого входит Радишево, должность кмета (старосты) исполняет Найден Ангелов Христов (Болгарская национально-радикальная партия) по результатам выборов правления кметства.
Кмет (мэр) общины Плевен — Найден Маринов Зеленогорски (коалиция в составе 3 партий: Демократы за сильную Болгарию (ДСБ), Болгарский земледельческий народный союз (БЗНС), Союз демократических сил (СДС)) по результатам выборов в правление общины.